# جمال ترابی طباطبایی
سید جمال ترابی طباطبایی (زاده ۵ اردیبهشت ۱۳۰۴ – درگذشته ۲۲ مهر ۱۳۸۸) از برترین سکه شناسان معاصر و معروف به پدر سکه‌شناسی ایران بود.
ترابی بیش از شصت سال در زمینه سکه‌شناسی ایرانی و اسلامی و همچنین فرهنگ عامه فعالیت کرد. جمع‌آوری، ثبت و شناسایی سکه‌های سلسله‌های مختلف ایران، تدوین موزه آذربایجان و تدریس سکه‌شناسی را بر عهده داشت و آثار نوشتاری با ارزشی نیز در این زمینه از خود بر جای گذاشته‌است.از شاگردان استاد به امین همتی می توان اشاره کرد

## زندگی
سید جمال ترابی طباطبایی زاده سال ۱۳۰۴ در محله مهاد مهین (میار میار) تبریز است. وی از نسل میرزا محمدرضی الحسنی الحسینی است که نسبتش با سی و سه پشت به حسن مجتبی می‌رسد.
وی تحصیلات ابتدایی خود را در تبریز و در دبستان تمدن آغاز نمود و دوره متوسطه را در دبیرستان‌های رشدیه و فردوس تبریز به پایان رسانید. سپس در رشته تاریخ، جغرافیا و علوم تربیتی از سال۱۳۲۶ تا۱۳۳۰ در دانشسرای عالیتهران مشغول به تحصیل شد.
بعد از دریافت رتبه یک دبیری در وزارت فرهنگ استخدام شد و سال‌ها در شهرهای ساوه و دامغان تدریس نمود. بعدها به تبریز منتقل شد و از سال از سال ۱۳۴۰ خورشیدی در دانشسرای مقدماتی پسران و دختران و دبیرستان‌های دهخدا و ایراندخت تبریز به آموزش علوم اجتماعی، زبان فرانسه و رسم فنی مشغول شد.
ترابی در گروه تاریخ دانشگاه تبریز به تدریس سکه‌شناسی پرداخت و تجربه‌هایش را در زمینه‌های خط‌شناسی و کتیبه خوانی به نسل‌های بعدی منتقل کرد و می‌گفت: «عقیده بر این دارم که اندوخته علمی و معنوی را نبایستی به گور برد.»
در سال ۱۳۳۷ مأمور ایجاد و تدوین موزه آذربایجان شد و تا سال ۱۳۴۰ نیز به عنوان رئیس موزه فعالیت کرد. وی در سال ۱۳۴۶ به عنوان کارشناس آثار باستانی و فرهنگ عامه به وزارت فرهنگ و هنر منتقل شد و برای دومین بار تا سال ۱۳۵۲ در سمت رئیس موزه آذربایجان به خدمت پرداخت. سپس تا سال ۱۳۵۷ در سمت رئیس اداره باستان‌شناسی و فرهنگ عامه آذربایجان شرقی به خدمت پرداخت تا بازنشسته شد. در دوران بازنشستگی بسیار پرتلاش تر بود و جمع‌آوری و تدوین آثار علمی اش و پژوهشی اش پرداخت.
ترابی در معرفی و شناسایی سکه‌های ایرانی بیشترین نقش را داشته و اعتقاد داشت که ایران به لحاظ سکه‌شناسی رتبه نخست دنیا را در اختیار دارد. وی در زمان فعالیتش بیش از سه هزار و پانصد سکه باستانی را جمع‌آوری نمود. در سال‌های بازنشستگی اش به دلیل مشکلات مالی مجبور به فروش آن‌ها شد که در نهایت نزدیک به سیصد سکه برایش باقی ماند.
به هنر علاقه خاصی داشت و در زمینه خوشنویسی و نقاشی آبرنگ فعالیت می‌کرد. وی که از دوستداران شهریار به حساب می‌آمد در زمینه عکاسی نیز به صورت حرفه‌ای فعالیت داشت. عکس‌های با ارزشی از مناطق مختلف ایران به ویژه تبریز قدیم گرفته بود که بخشی از آن‌ها را به مؤسسه دائرةالمعارف بزرگ اسلامی و سازمان اسناد ملی ایران تقدیم کرده بود.
وی که نامش در سالنامه جاودانه‌های ایران نیز به ثبت رسیده در بیست و دوم مهر ماه سال ۱۳۸۸ به علت کهولت سن از دنیا رفت و در قطعه هنرمندان آرامگاه وادی رحمت شهر تبریز به خاک سپرده شد.

## استادان
در زمینه‌های مختلف علمی و فرهنگی از استادان بزرگی همانند عباس اقبال آشتیانی، وحیدالملک شیبانی، نصرالله فلسفی، علی اکبر بینا، مجیر شیبانی، پرویز ناتل خانلری، احمد مستوفی، محمد معین، مسعود خان کیهان و محمدباقر هوشیار بهره برد.

## اعتبار جهانی
شهرت جهانی و تخصصش در سکه‌شناسی ایرانی و اسلامی باعث گشته بود که برخی از دانشمندان و کارشناسان برجسته سکه‌شناسی از موزه‌های معتبر جهان در زمینه پژوهش‌ها و شناسایی سکه‌های باستانی از وی کمک بخواهند. در این رابطه نامه‌های بسیاری باقی‌مانده که همکاری ترابی طباطبایی را با کارشناسان مطرحی همانند دکتر جرج مایلز رئیس موزه نیویورک، سلوود، والتر هینتس، برت فراگنر، اینگر کریر، ریچارد فرای، هاری فلدمن و گوتفرید هرمان نشان می‌دهد.
زندگی‌نامه ترابی طباطبایی در کتاب «راهنمای محققین تاریخ و فرهنگ آسیای مرکزی» به چاپ رسیده‌است. این کتاب توسط انتشارات دانشگاه هاروارد و به زبان انگلیسی در سال ۱۹۹۵ میلادی منتشر شده‌است.

## خدمات
وی در طول شصت سال فعالیت و خدمتش هزاران سند و عکس تاریخی را جمع‌آوری نمود که به سازمان‌ها و مؤسسه‌های مختلفی اهدایشان کرد:
- تعداد ۲۰۰۰ سند تاریخی به سازمان اسناد ملی ایران (تلگرافهایی که بین علمای شیراز، تبریز و تهران مبادله شده، دست خط میرزای شیرازی در تأکید بر حرام بودن تنباکو، نامه‌های حاجی میرزا حسن مجتهد تبریزی، فرمان شیخ الاسلامی در زمان کریم خان زند و فرمان شاه طهماسب دوم به ایلات و عشایر برای جنگ با روس‌ها از آن جمله می‌باشند)
- تعداد ۸۰۰۰ قطعه عکس تاریخی به سازمان اسناد ملی ایران
- تعداد ۶۰۰۰ قطعه عکس و فیلم مربوط به سکه‌های ایران را به مؤسسه دائرةالمعارف بزرگ اسلامی
- تعداد ۴۰۰۰ قطعه فیلم مربوط به آثار باستانی آذربایجان شرقی به مؤسسه دائرةالمعارف بزرگ اسلامی

## آثار
از وی بیش از سی و پنج کتاب و مقاله علمی در زمینه‌های سکه‌شناسی و فرهنگ عامه بر جای مانده که فهرست بخشی از آن‌ها چنین است:
کتابها
- "سکه‌های اسلامی دوره ایلخانی و گورکانی" (۱۳۴۷)،
- "نقشها و نگاشته‌های مسجد کبود تبریز " (۱۳۴۹)،
- "سکه‌های شاهان اسلامی ایران"، (۱۳۵۰)،
- "رسم الخط ایغوری و سیری در سکه‌شناسی" (۱۳۵۱)،
- "سکه‌های آق قویونلو و مبنای وحدت حکومت صفویه در ایران" (۱۳۵۵)،
- "آثار باستانی آذربایجان" (۱۳۵۵)،
- "سکه‌های ماشینی ایران و مقدمه‌ای بر سکه‌شناسی" (۱۳۷۱)،
- "نسب نامه شاخه‌ای از طباطبایی‌های تبریز " (۱۳۷۶)،
- "کلیبر" (سرزمین دژهای تسخیر ناپذیر) (۱۳۸۱)،
- "مسجد صفوی خسروشهر" (به انضمام دستنوشته‌های حسنعلی خان امیرنظام گروسی) (۱۳۸۲)،
- "آثار باستانی شهرستان سراب" (۱۳۸۳)،
- "سفینه نامه (دفتر اول)" (۱۳۸۳)،
- "تاریخ تبریز به روایت سکه و ضمائم" (۱۳۸۴)،
- "آثار باستانی اهر ارسباران" (۱۳۸۴)،
- "آثاری باستانی از مناطق مختلف آذربایجان" (۱۳۸۴)،
- "سفینه نامه (دفتر دوم)" (۱۳۸۶)،
- "آثار باستانی استان اردبیل" (۱۳۸۷)،

مقاله‌ها
- "چند سند تاریخی از صفویه تا قاجاریه"
- "بوشهر به روایت تاریخ، سکه، تمبر"
- "وقف نامه طالبیه تبریز"
- "فرامین بقعه شیخ صفی"
- "مغازه‌های مجیدالدوله یا مجیدیه"
- "تاریخ سردرود به هزار سال قبل از میلاد می‌رسد"
- "اولین سکه ها"
- "سکه‌های تامارای گرجی"
- "سکه‌هایی متنوع از اباقا آن"
- "خوانندگان و ما"
- "چند سکه معرفی نشده"
- "از زوایای تاریخ"
- "تاج و تاجداری"
- "کلیسای سن استپانوس" ،بررسی‌های تاریخی، فروردین و اردیبهشت ۱۳۵۳، شماره ۵۰. مقاله مشترکی با همکاری «عبدالعلی کارنگ».
- "سکه‌های قره قویونلو و آل جلایر"
- "حیدربابا از نظرگاهی دیگر"
- "سیری در عکاسی تبریز"
- "سیاه قلم کاری گمنام از خمسه نظامی"
- "سیاه قلم کاران شاهنامه امیربهادری"
- "سکه‌های ضرب تبریز (شهرستان رشیدی، بوسعید، قیصریه، تبریز)
- " وقف نامه سیدمحمد کچه

## جایزه و نشانها
کتاب «سکه‌های آق قویونلو و مبنای وحدت حکومت صفویه در ایران» که در سال ۱۳۵۵ چاپ گشته بود به عنوان کتاب سال ایران معرفی شده و این جایزه ارزشمند را از آن خود کرد.